# Litauen foråret 1990
|  | Denne artikel er oprettet af botten PalnaBot ud fra en ekstern database. Den kan derfor have sproglige fejl eller mangler. Denne skabelon kan fjernes efter kontrol af indholdet. |

Litauen foråret 1990 er en dokumentarfilm fra 1990 instrueret af Sonja Vesterholt efter manuskript af Sonja Vesterholt.

## Handling
De baltiske republikker vil frigøre sig fra USSR. I filmen skildres nuanceret og personligt, hvordan situationen er i Litauen. Her er de nationale følelser og frihedstrangen stærk, men også for de russiske soldater, der skal ud af republikken, er der store problemer. Hvem og hvad skal de vende hjem til?